# 2022–2023-as Erste Liga
A 2022–2023-as Erste Liga szezon a sorozat történetének tizenötödik kiírása volt. A bajnokságot két országból tíz résztvevő klubbal rendezték meg. Az alapszakasz 2022. szeptember 16-án kezdődött. A bajnokság címvédője a Csíkszereda, a győztes a Gyergyói HK volt

## Előzmények
2022 március végén az MJSZ nyilvánosságra hozta, hogy a következő szezontól módosítja az Erste Liga versenyszabályzatát. A korábbi hatfős légiós korlátozást megszüntették. Helyette játékos pontrendszert vezettek be. Egy csapat mérkőzésre nevezett játékosainak összesített pontértéke  legalább 18, legfeljebb 56 pont lehet. A 23 évnél fiatalabb játékosok értéke 0 pont, U20-as válogatott kerettagság 0,5 pont, felnőtt válogatott kerettagság 1 pont. A 23 évnél idősebb hazai játékosok értéke függ az életkorától, a teljesítményétől (csatárok: pont/meccs; védők: +/-; kapusok: védési hatékonyság) és attól, hogy az elmúlt három évben milyen szintű bajnokságban szerepelt. A légiósok legalább 3 pontot érnek. Egy mérkőzésre legfeljebb 17 olyan játékos nevezhető, akiknek az értéke 1-nél több.
Az előző szezon végén kiderült, hogy a Győr anyagi gondokkal játszotta végig a bajnokságot. A csapat 2022-2023-ban nem indult az Erste Ligában.
Május végén bejelentették, hogy a következő két szezonban az Ertse Bank továbbra is névadó szponzora lesz a ligának.
Júniusban a MAC HKB Újbuda, amely időközben nevet is váltott és Budapest Jégkorong Akadémia Hockey Club néven indul,  a Tüskecsarnokból a Vasas Jégcentrumba költözött.
A bajnokság három csapata is nevet változtatott. Júliusban bejelentették, hogy a Fehérvár AV19 Erste ligás farmcsapata az eddigi Titánok helyett Fehérvár Hockey Akadémia (FEHA19) néven, a Brassov Wolves pedig CSM Corona Brasovként szerepel majd. Augusztustól a MAC HKB Újbuda Budapest Jégkorong Akadémia Hockey Club néven játszik.
November közepén az energiaárak miatt, a csapatok kérésére átszervezték a bajnokság menetrendjét. Így az alapszakasz két héttel hamarabb február 5-én véget ér. A döntő utolsó lehetséges mérkőzése március 31-én lesz.

## Résztvevők
| Csapat                 | Város              | Jégpálya                       | Befogadóképesség | Vezetőedző       |
| ---------------------- | ------------------ | ------------------------------ | ---------------- | ---------------- |
| Ferencvárosi TC        | Budapest           | Tüskecsarnok                   | 2540             | Fodor Szabolcs   |
| Újpesti TE             | Budapest           | Megyeri úti Jégcsarnok         | 2000             | Virág Csaba      |
| Dunaújvárosi Acélbikák | Dunaújváros        | Dunaújvárosi Jégcsarnok        | 4500             | Niko Eronen      |
| Debreceni EAC          | Debrecen           | Debreceni Jégcsarnok           | 600              | György József    |
| FEHA19                 | Székesfehérvár     | Ifjabb Ocskay Gábor Jégcsarnok | 3600             | Anatoli Bogdanov |
| CSM Corona Brasov      | Brassó             | Brassói jégcsarnok             | 2200             | Dave McQueen     |
| Sport Club Csíkszereda | Csíkszereda        | Vákár Lajos Műjégpálya         | 2500             | Jeff Paul        |
| Gyergyói Hoki Klub     | Gyergyószentmiklós | Gyergyószentmiklósi jégpálya   | 1000             | Szilassy Zoltán  |
| Budapest JAHC          | Budapest           | Vasas Jégcentrum               | 1500             | Kangyal Balázs   |
| DVTK Jegesmedvék       | Miskolc            | Miskolci Jégcsarnok            | 2000             | Tokaji Viktor    |

## Vezetőedző-váltások
| Csapat                 | Távozó vezetőedző | A távozás oka                 | A bejelentés ideje  | Helyezés a tabellán   | Érkező vezetőedző | A bejelentés ideje  | Forrás |
| ---------------------- | ----------------- | ----------------------------- | ------------------- | --------------------- | ----------------- | ------------------- | ------ |
| Dunaújvárosi Acélbikák | Leo Gudas         |                               | 2022.               | szezon előtt          | Niko Eronen       | 2022. május 16.     | [ 8 ]  |
| SC Csíkszereda         | Enrico Rossi      | Az Okanagan HC-hez szerződött | 2022. augusztus 11. | szezon előtt          | Hozó Levente      | 2022. augusztus 11. | [ 9 ]  |
| SC Csíkszereda         | Hozó Levente      |                               | 2022. november 23.  | 6.                    | Tom Coolen        | 2022. november 23.  | [ 10 ] |
| SC Csíkszereda         | Tom Coolen        | közös megegyezés              | 2023. január 25.    | 6.                    | Hozó Levente      | 2023. január 25.    | [ 11 ] |
| SC Csíkszereda         | Hozó Levente      | megbízott edző volt           | 2023. február 8.    | 6.                    | Jeff Paul         | 2023. február 8.    | [ 12 ] |
| Újpesti TE             | Virág Csaba       |                               | 2023. február 17.   | kiesett a play offból | Markus Juurikkala | 2023. április 5.    | [ 13 ] |
| Debreceni EAC          | György József     | Lejárt a szerződése           | 2023. február 23.   | kiesett a play offból | Vaszjunyin Artyom | 2023. április 5.    | [ 14 ] |
| DVTK Jegesmedvék       | Tokaji Viktor     | közös megegyezés              | 2023. március 10.   | kiesett a play offból | Steve Kasper      | 2023. május 2.      | [ 15 ] |

## Alapszakasz
| Hely. | Csapat                 | M  | Gy | HGy | HV | V  | G+  | G–  | Gk  | P  | Továbbjutás vagy kiesés               |
| ----- | ---------------------- | -- | -- | --- | -- | -- | --- | --- | --- | -- | ------------------------------------- |
| 1.    | BJAHC                  | 36 | 24 | 4   | 1  | 7  | 161 | 85  | +76 | 81 | Kiemelt a rájátszás negyeddöntőjében. |
| 2.    | Gyergyói HK            | 36 | 24 | 2   | 3  | 7  | 149 | 92  | +57 | 79 | Kiemelt a rájátszás negyeddöntőjében. |
| 3.    | DVTK Jegesmedvék       | 36 | 19 | 4   | 2  | 11 | 120 | 95  | +25 | 67 | Kiemelt a rájátszás negyeddöntőjében. |
| 4.    | Corona Brașov          | 36 | 19 | 4   | 2  | 11 | 123 | 103 | +20 | 67 | Kiemelt a rájátszás negyeddöntőjében. |
| 5.    | Ferencvárosi TC        | 36 | 18 | 2   | 2  | 14 | 116 | 107 | +9  | 60 | A rájátszás negyeddöntőjébe jutott.   |
| 6.    | SC Csíkszereda         | 36 | 13 | 6   | 5  | 12 | 133 | 124 | +9  | 56 | A rájátszás negyeddöntőjébe jutott.   |
| 7.    | Debreceni EAC          | 36 | 16 | 1   | 3  | 16 | 121 | 126 | −5  | 53 | A kvalifikációba jutott.              |
| 8.    | Újpesti TE             | 36 | 9  | 2   | 5  | 20 | 110 | 136 | −26 | 36 | A kvalifikációba jutott.              |
| 9.    | Dunaújvárosi Acélbikák | 36 | 6  | 3   | 3  | 24 | 101 | 173 | −72 | 27 | A kvalifikációba jutott.              |
| 10.   | FEHA                   | 36 | 3  | 1   | 3  | 29 | 75  | 168 | −93 | 14 | A kvalifikációba jutott.              |

## Rájátszás
A kvalifikációban az alapszakasz 7. helyezett csapata választhatott ellenfelet. A negyeddöntőben az első három kiemelt csapat választhatott ellenfelet magának. Az elődöntőben a legjobb kiemelésű csapat ellenfele a leggyengébb kiemelésű csapat lett.
|  | Kvalifikáció | Kvalifikáció           | Kvalifikáció |  |  | Negyeddöntők | Negyeddöntők           | Negyeddöntők |                 |   | Elődöntők | Elődöntők       | Elődöntők |             |   | Döntő | Döntő | Döntő |  |
|  |              |                        |              |  |  |              |                        |              |                 |   |           |                 |           |             |   |       |       |       |  |
|  |              |                        |              |  |  | 1            | BJA                    | 4            |                 |   |           |                 |           |             |   |       |       |       |  |
|  | 7            | Debreceni EAC          | 0            |  |  | 10           | FEHA19                 | 0            |                 |   |           |                 |           |             |   |       |       |       |  |
|  | 10           | FEHA19                 | 3            |  |  |              |                        |              |                 |   | 1         | BJA             | 3         |             |   |       |       |       |  |
|  |              |                        |              |  |  |              |                        | 5            | Ferencvárosi TC | 4 |           |                 |           |             |   |       |       |       |  |
|  |              |                        |              |  |  | 3            | DVTK Jegesmedvék       | 2            |                 |   |           |                 |           |             |   |       |       |       |  |
|  |              |                        |              |  |  | 5            | Ferencvárosi TC        | 4            |                 |   |           |                 |           |             |   |       |       |       |  |
|  |              |                        |              |  |  |              |                        |              |                 |   | 5         | Ferencvárosi TC | 3         |             |   |       |       |       |  |
|  |              |                        |              |  |  |              |                        |              |                 |   |           |                 | 2         | Gyergyói HK | 4 |       |       |       |  |
|  |              |                        |              |  |  | 4            | Corona Brașov          | 4            |                 |   |           |                 |           |             |   |       |       |       |  |
|  |              |                        |              |  |  | 6            | SC Csíkszereda         | 1            |                 |   |           |                 |           |             |   |       |       |       |  |
|  |              |                        |              |  |  |              |                        |              |                 |   | 4         | Corona Brașov   | 3         |             |   |       |       |       |  |
|  | 8            | Újpesti TE             | 1            |  |  |              |                        | 2            | Gyergyói HK     | 4 |           |                 |           |             |   |       |       |       |  |
|  | 9            | Dunaújvárosi Acélbikák | 3            |  |  | 9            | Dunaújvárosi Acélbikák | 0            |                 |   |           |                 |           |             |   |       |       |       |  |
|  |              |                        |              |  |  | 2            | Gyergyói HK            | 4            |                 |   |           |                 |           |             |   |       |       |       |  |

A Gyergyói HC bajnokcsapatának tagjai: Bíró Gergő, Christopher Bodó, Császár Hunor, Csiszer Ádám, Demeter Arnold, Devin DiDiomete, Fejes Nándor, Györfy Tihamér, Matias Haaranen, Imre Patrik, Jimi Jalonen, Kozma Zsolt, Jyri Pekka Marttinen, Alex Olaru, Brance Orbán, Rasmus Rinne, Santeri Saari, Sándor-Székely Ottó, Sárpátki Tamás, Silló Arnold, Sébastien Sylvestre, Szakács Szabolcs, Szigeti Ákos, Tódor Csaba, Daniel Tranca, Vincze Gergő, Vincze Péter, Edző: Szilassy Zoltán

## Magyar bajnokság
A magyar bajnokságot az Erste Ligában legjobb helyen végzett magyar csapat nyerte meg. A bajnoki címről a Liga elődöntőjében megrendezett Budapest Jégkorong Akadémia – Ferencváros párharc döntött. A Magyar bajnokságot az összesítésben 4-3-mal továbbjutó Ferencváros szerezte meg. Ezzel a klub sorozatban az ötödik, összesen 30. bajnokságát nyerte meg. A döntő mind a hét mérkőzésén a vendég csapat szerezte meg a győzelmet.
A magyar bajnokság végeredménye: 1. FTC, 2. BJA, 3. DVTK, 4. DAB, 5. FEHA19, 6. DEAC, 7. UTE
A Ferencváros magyar bajnokcsapatának tagjai: Arany Gergely, Bán Károly, Oliver Betteridge, Boros Dániel, Farkas Lőrinc Simon, Földes László, Galántai Richárd, Herceg Márton, Josef Hrabal, Sebastian Kaijser, Lauri Kärmeniemi, Aku Kestilä, Komáromy Botond, Kozma Dávid, Kreisz Brúnó, Kucsma Richárd, Rasmus Kulmala, Brayden Low, Julius Marva, Konsta Mesikämmen, Modok Levente, Nagy Gergő, Nagy Kristóf, August Nilsson, Jari Sailio, Seregély Máté, Sarcia Antonino, Matias Sointu, Vszevolod Szorokin, Tóth Adrián, Tóth Gergő, Turbucz Martin. Edző: Fodor Szabolcs